# Фріц Вехтлер
Фріц Вехтлер (нім. Fritz Wächtler; 7 січня 1891, Цойленрода-Трібес — 19 квітня 1945, Вальдмюнхен) — партійний діяч НСДАП, обергруппенфюрер СС (1 серпня 1944). 

## Біографія
В 1911 році закінчив учительську семінарію у Веймарі. З квітня 1911 року працював учителем у Веймарі, з 1913 року — в Ерфурті. Учасник Першої світової війни, лейтенант (1915), командир кулеметної роти. Після війни брав участь в діяльності реваншистських організацій. З 26 квітня 1926 року — член НСДАП (партквиток № 25 313). У квітні 1926 року створив ортсгруппу в Веймарі, ортсгруппенляйтер і місцевий керівник СА. У 1926 році — керівник району НСДАП Веймар-Північ. З 1927 року — крайсляйтер району Веймар-Північ. З 1928 року — член окружної ради. З 1929 року — депутат ландтагу Тюрінгії, керівник організаційного управління та заступник гауляйтера Тюрингії Фріца Заукеля. З 26 серпня 1932 року — міністр народної освіти в уряді Тюрінгії, з травня 1933 року — одночасно міністр внутрішніх справ Тюрінгії. 12 листопада 1933 року обраний депутатом Рейхстагу. 9 січня 1934 року вступив у СС (квиток № 209 058). З 5 грудня 1935 року — гауляйтер Баварського Остмарку. Одночасно з 1935 по 1945 рік очолював Імперський союз вчителів. З 20 квітня 1937 року — член Прусської державної ради. З 27 січня 1936 року — референт з питань шкільної освіти в штабі заступника фюрера. З 16 листопада 1942 року — імперський комісар оборони Баварського Остмарку. У 1945 році схоплений частинами американської армії, був прийнятий за заступника гауляйтера бригадефюрера СС Людвіга Рюкдешеля і розстріляний.

## Нагороди
- Залізний хрест 2-го класу
- Орден Білого Сокола, лицарський хрест 2-го класу
- Нагрудний знак «За поранення» в чорному
- Почесний хрест ветерана війни з мечами
- Золотий партійний знак НСДАП
- Медаль «За вислугу років у НСДАП» в бронзі та сріблі (15 років)
- Почесна шпага рейхсфюрера СС
- Кільце «Мертва голова»